# Liste der Biografien/Pale
Liste der Biografien |
Portal Biografien |
Personensuche
# |
A |
B |
C |
D |
E |
F |
G |
H |
I |
J |
K |
L |
M |
N |
O |
P |
Q |
R |
S |
T |
U |
V |
W |
X |
Y |
Z |
?
 
Pa |
Pc |
Pe |
Pf |
Ph |
Pi |
Pj |
Pk |
Pl |
Pm |
Pn |
Po |
Pr |
Ps |
Pt |
Pu |
Pv |
Pw |
Py
 
Paa |
Pab |
Pac |
Pad |
Pae |
Paf |
Pag |
Pah |
Pai |
Paj |
Pak |
Pal |
Pam |
Pan |
Pao |
Pap |
Paq |
Par |
Pas |
Pat |
Pau |
Pav |
Paw |
Pax |
Pay |
Paz
 
Pala |
Palb |
Palc |
Pald |
Pale |
Palf |
Palg |
Palh |
Pali |
Palj |
Palk |
Pall |
Palm |
Paln |
Palo |
Palp |
Pals |
Palt |
Palu |
Palv |
Paly |
Palz
Die Liste der Biografien führt alle Personen auf, die in der deutschsprachigen Wikipedia einen Artikel haben. Dieses ist eine Teilliste mit 94 Einträgen von Personen, deren Namen mit den Buchstaben „Pale“ beginnt.

## Pale
- Pale, Erkki (1906–2003), finnischer Kryptoanalytiker und Versicherungsmathematiker
- Pale, Lia (* 1985), österreichische Musikerin
- Pale, Tyohepte (1915–2001), burkinischer Künstler der afrikanischen Ethnie der Lobi

### Palea
- Paleario, Aonio (1503–1570), italienischer Humanist und evangelischer Märtyrer
- Palearo, Giacomo (1520–1586), Schweizer Architekt

### Palec
- Palec, Ivan (1933–2010), tschechischer Schauspieler
- Paleček, Josef (* 1949), tschechischer Eishockeyspieler und -trainer
- Paleckis, Algirdas (* 1971), litauischer Politiker und Diplomat
- Paleckis, Justas (1899–1980), litauischer Politiker
- Paleckis, Justas Vincas (* 1942), litauischer Politiker, Mitglied des Seimas, MdEP und Diplomat
- Paleczny, Art (1929–2020), kanadischer Politiker
- Paleczny, Piotr (* 1946), polnischer klassischer Pianist, Hochschulprofessor

### Palek
- Palek, Evelyn (* 1955), deutsche Schauspielerin

### Palel
- Palella, Oreste (1912–1969), italienischer Filmregisseur, Drehbuchautor und Schauspieler

### Palem
- Palem, Krishna (* 1957), indisch-US-amerikanischer Informatiker

### Palen
- Palen, Anna von (1875–1939), deutsche Schauspielerin
- Palén, Paul (1881–1944), schwedischer Sportschütze
- Palen, Rufus (1807–1844), US-amerikanischer Politiker
- Palencar, John Jude (* 1957), US-amerikanischer Illustrator
- Palencia, Alfonso (* 1976), spanischer Tänzer und Choreograph
- Palencia, Alfonso de (1424–1492), spanischer Historiograph, Lexikograph und Humanist
- Palencia, Francisco (* 1973), mexikanischer Fußballspieler
- Palencia, Sergi (* 1996), spanischer FußballspielerSergi Palencia (* 1996)

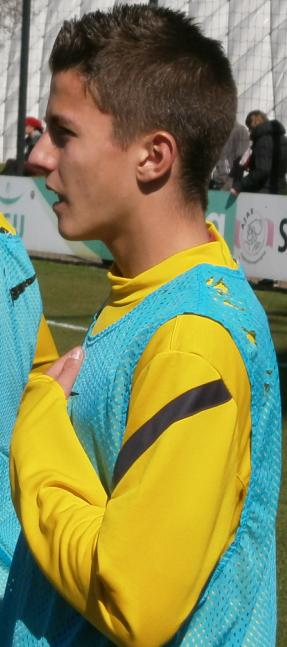
Sergi Palencia (* 1996)

- Palenciano, Pamela (* 1982), spanische Monologistin, Kommunikatorin und feministische Aktivistin
- Palenčíková, Ivana (* 1996), slowakische Fußballspielerin
- Palenda, Bernd (* 1960), deutscher Jurist
- Palenfo, Lassana (* 1941), ivorischer General und Sportfunktionär
- Paleni, Enzo (* 2002), französischer Radrennfahrer
- Palenica, Lisa (* 1987), US-amerikanische Filmproduzentin, Filmregisseurin, Drehbuchautorin und Schauspielerin
- Páleníček, Josef (1914–1991), tschechischer Pianist
- Palenik, Melanie (* 1966), US-amerikanische Freestyle-Skisportlerin
- Palent, Charles, deutscher Schauspieler
- Palenteri, Gian Paolo, italienischer römisch-katholischer Bischof
- Palentini, Marcelino (1943–2011), italienischer Ordensgeistlicher, Bischof von Jujuy
- Palenzona, Fabrizio (* 1953), italienischer Manager, Bankier und Politiker
- Palenzuela Velázquez, Antonio (1919–2003), spanischer Geistlicher, Bischof von Segovia

### Paleo
- Paleo, US-amerikanischer Folk-Künstler
- Paleokostas, Nikos (1960–2025), griechischer Bankräuber
- Paleokostas, Vasilis (* 1966), griechischer Bankräuber
- Paleokrassas, Ioannis (1934–2021), griechischer Politiker
- Paléologue, Maurice (1859–1944), französischer Diplomat und Schriftsteller
- Paleotti, Alfonso (1531–1610), katholischer Mystiker und Erzbischof von Bologna
- Paleotti, Gabriele (1522–1597), Kardinal der katholischen Kirche

### Paler
- Paler, Octavian (1926–2007), rumänischer Schriftsteller, Dichter und Publizist
- Paler, Wolfgang von der Ältere († 1582), deutscher Kaufmann und Bankier
- Paler, Wolfgang von der Jüngere (* 1545), deutscher Kaufmann
- Palermi, Amleto (1889–1941), italienischer Filmregisseur und Drehbuchautor
- Palermo, Blinky (1943–1977), deutscher Maler, Environment- und Objektkünstler
- Palermo, Carlo (* 1947), italienischer Jurist und Politiker
- Palermo, Dario (* 1970), italienischer Komponist
- Palermo, Donatella, italienische Filmproduzentin
- Palermo, Fê (* 1996), brasilianische Fußballspielerin
- Palermo, Francesco (* 1969), italienischer Jurist (Südtirol)
- Palermo, Johnny (1982–2009), US-amerikanischer Filmschauspieler
- Palermo, Léa (* 1993), französische Badmintonspielerin
- Palermo, Martín (* 1973), argentinischer Fußballspieler
- Palermo, Olivia (* 1986), US-amerikanisches Model, Fashion-Influencerin, Modedesignerin, Unternehmerin, Schauspielerin und Reality-Show-DarstellerinOlivia Palermo (* 1986)

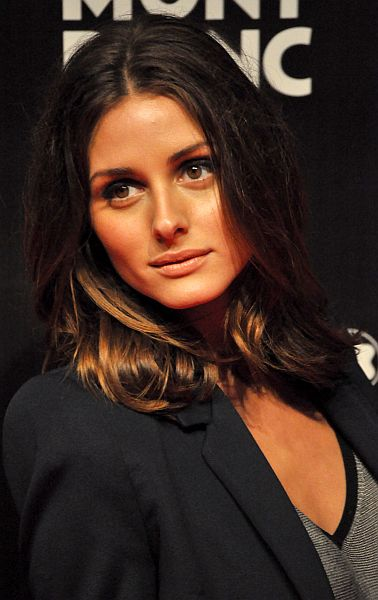
Olivia Palermo (* 1986)

- Palermo, Venus (* 1997), Schweizer Webvideoproduzentin

### Pales
- Palés Matos, Luis (1898–1959), puerto-ricanischer Dichter
- Palesano, Antonio, italienischer Komponist und Jazz-Musiker
- Palesch, Klaus (* 1961), deutscher Spieleautor und Unternehmer
- Palese, Peter (* 1944), österreichischer Virologe
- Paleske, Bernhard von (1877–1962), deutscher Marineoffizier und Flügeladjutant
- Paleso, Ángelo (* 1983), uruguayischer Fußballspieler
- Palester, Roman (1907–1989), polnischer Komponist
- Palestine, Charlemagne, US-amerikanischer minimalistischer Komponist sowie Objekt- und Installationskünstler
- Palestrina, Giovanni Pierluigi da († 1594), italienischer Komponist und Kapellmeister der RenaissanceGiovanni Pierluigi da Palestrina († 1594)

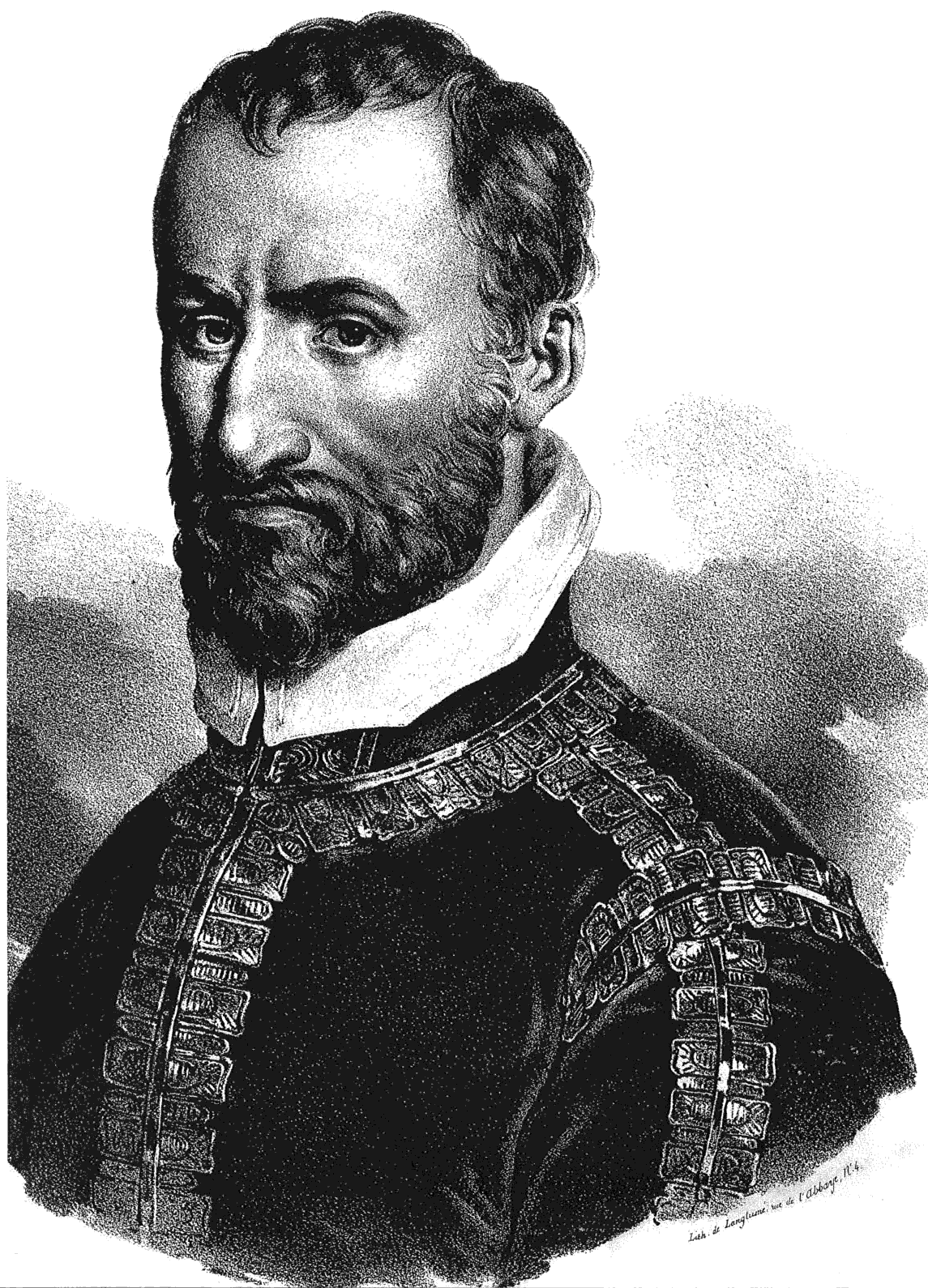
Giovanni Pierluigi da Palestrina († 1594)

- Pałeszniak, Wojciech (* 1986), polnischer Volleyballtrainer

### Palet
- Paleta, Dominika (* 1972), polnisch-mexikanische Schauspielerin und Model
- Paleta, Ludwika (* 1978), polnisch-mexikanische Schauspielerin
- Palethorpe, Ian (* 1981), englischer Badmintonspieler
- Paletschek, Jochen (* 1980), deutscher Schauspieler und Synchronsprecher
- Paletschek, Sylvia (* 1957), deutsche Neuzeithistorikerin und Hochschullehrerin
- Paletta, Gabriel (* 1986), italienisch-argentinischer Fußballspieler
- Paletta, Héctor (* 1976), argentinischer Fußballschiedsrichter
- Palette, Steven (* 1990), französischer Autorennfahrer
- Paletti, Riccardo (1958–1982), italienischer Rennfahrer

### Palev
- Palevičienė, Solveiga (* 1978), litauische Juristin

### Palew
- Palewicz, Zdzisław (* 1961), litauischer Politiker
- Palewski, Gaston (1901–1984), französischer Politiker (RPF), Mitglied der Nationalversammlung

### Paley
- Paley, Alexander (* 1956), sowjetischer Pianist
- Paley, Babe (1915–1978), US-amerikanische Mode-Ikone
- Paley, Grace (1922–2007), US-amerikanische Schriftstellerin und politische Aktivistin
- Paley, Irina Pawlowna (1903–1990), russische Adelige, Enkelin von Zar Alexander II.
- Paley, Natalia Pawlowna (1905–1981), russische Modeikone und SchauspielerinNatalia Pawlowna Paley (1905–1981)

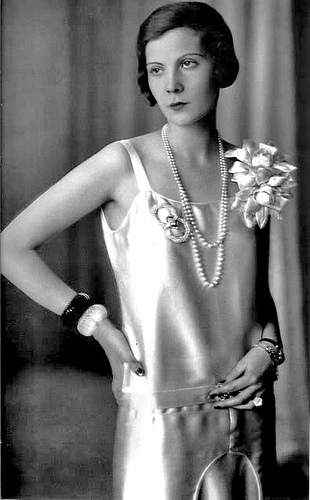
Natalia Pawlowna Paley (1905–1981)

- Paley, Nina (* 1968), amerikanische Comiczeichnerin, Animatorin und Aktivistin für Freie Kultur
- Paley, Olga Valerianowna (1865–1929), russische Adlige, Mätresse und zweite Ehefrau des Großfürsten Pawel Alexandrowitsch Romanow
- Paley, Raymond (1907–1933), englischer Mathematiker
- Paley, Reid, US-amerikanischer Rockmusiker
- Paley, William († 1805), englischer Theologe und Philosoph
- Paley, William S. (1901–1990), US-amerikanischer Journalist
- Paley, Wladimir Pawlowitsch (1897–1918), russischer Dichter und Enkel des Zaren Alexander II.

### Palez
- Palézieux, Edmond de (1850–1924), Schweizer Marinemaler
- Palézieux-Falconnet, Aimé Charles Vincent von (1843–1907), Fürstenadjutant in Weimar